# A2高速公路 (塞爾維亞)
A2高速公路（羅馬化：Autoput A2），是塞爾維亞一條高速公路，北起首都貝爾格萊德，南至波熱加，未來將延伸至接壤黑山的邊境。
利格至查查克、長40公里長的路段已於2016年通車，另外烏布至拉伊科瓦茨之間長12.5公里的路段亦已完工。公路完成後全長258公里。
公路是歐洲E761、E763公路的一部份。